# Myrteta punctata
Myrteta punctata là một loài bướm đêm trong họ Geometridae.